# Bretteville-sur-Dives
Bretteville-sur-Dives és un municipi francès situat al departament de Calvados i a la regió de Normandia. L'any 2007 tenia 307 habitants.

## Demografia

### Població
El 2007 la població de fet de Bretteville-sur-Dives era de 307 persones. Hi havia 110 famílies de les quals 20 eren unipersonals (8 homes vivint sols i 12 dones vivint soles), 41 parelles sense fills, 45 parelles amb fills i 4 famílies monoparentals amb fills.
La població ha evolucionat segons el següent gràfic:
Habitants censats

### Habitatges
El 2007 hi havia 124 habitatges, 118 eren l'habitatge principal de la família, 5 eren segones residències i 1 estava desocupat. 120 eren cases i 2 eren apartaments. Dels 118 habitatges principals, 80 estaven ocupats pels seus propietaris, 30 estaven llogats i ocupats pels llogaters i 7 estaven cedits a títol gratuït; 4 tenien dues cambres, 11 en tenien tres, 42 en tenien quatre i 61 en tenien cinc o més. 93 habitatges disposaven pel capbaix d'una plaça de pàrquing. A 53 habitatges hi havia un automòbil i a 57 n'hi havia dos o més.

### Piràmide de població
La piràmide de població per edats i sexe el 2009 era:
| Homes | Edats   | Dones |
| ----- | ------- | ----- |
| 0     | 95 o +  | 0     |
| 4     | 90 a 94 | 0     |
| 0     | 85 a 89 | 4     |
| 0     | 80 a 84 | 0     |
| 4     | 75 a 79 | 0     |
| 4     | 70 a 74 | 4     |
| 12    | 65 a 69 | 8     |
| 16    | 60 a 64 | 12    |
| 4     | 55 a 59 | 16    |
| 20    | 50 a 54 | 12    |
| 20    | 45 a 49 | 24    |
| 12    | 40 a 44 | 16    |
| 0     | 35 a 39 | 4     |
| 8     | 30 a 34 | 0     |
| 16    | 25 a 29 | 4     |
| 0     | 20 a 24 | 4     |
| 16    | 15 a 19 | 12    |
| 12    | 10 a 14 | 8     |
| 4     | 5 a 9   | 4     |
| 4     | 0 a 4   | 4     |

## Economia
El 2007 la població en edat de treballar era de 194 persones, 152 eren actives i 42 eren inactives. De les 152 persones actives 141 estaven ocupades (81 homes i 60 dones) i 11 estaven aturades (4 homes i 7 dones). De les 42 persones inactives 16 estaven jubilades, 10 estaven estudiant i 16 estaven classificades com a «altres inactius».

### Ingressos
El 2009 a Bretteville-sur-Dives hi havia 116 unitats fiscals que integraven 318 persones, la mediana anual d'ingressos fiscals per persona era de 14.738 €.

### Activitats econòmiques
Dels 15 establiments que hi havia el 2007, 1 era d'una empresa de fabricació d'altres productes industrials, 7 d'empreses de construcció, 3 d'empreses de comerç i reparació d'automòbils, 1 d'una empresa d'hostatgeria i restauració, 1 d'una empresa immobiliària i 2 d'empreses de serveis.
Dels 6 establiments de servei als particulars que hi havia el 2009, 4 eren fusteries, 1 restaurant i 1 agència immobiliària.
L'any 2000 a Bretteville-sur-Dives hi havia 10 explotacions agrícoles que ocupaven un total de 630 hectàrees.

## Equipaments sanitaris i escolars
El 2009 hi havia una escola elemental.

## Poblacions més properes
El següent diagrama mostra les poblacions més properes.